# Mang'ola
Mang'ola è una circoscrizione rurale (rural ward) della Tanzania situata nel distretto di Karatu, regione di Arusha. Conta una popolazione di 6 087 abitanti (censimento 2012).